# Ващенко, Владимир Захарович
Владимир Захарович Ващенко (1911—1992) — советский хозяйственный, государственный и политический деятель.

## Биография
Родился в 1911 году в слободе Ямской. Член КПСС с 1929 года.
С 1929 года — на хозяйственной, общественной и политической работе. В 1929—1974 гг. — ученик слесаря ФЗО, слесарь по ремонту паровозов в Курске, заведующий АПО Кировского райкома ВЛКСМ, председатель Бабинского сельсовета, слесарь станции Курск, представитель Московского обкома ВЛКСМ в облсовете Всесоюзного общества изобретателей, помощник начальника политотдела совхоза, инструктор Кустанайского обкома партии, первый секретарь Кустанайского райкома партии, заведующий АРАМ, заместитель заведующего отделом кадров Кустанайского обкома партии, секретарь Кустанайского обкома партии по кадрам, секретарь Джамбулского обкома партии по кадрам, первый секретарь Курдайского райкома партии, слушатель ВПШ, первый секретарь Алма-Атинского сельского райкома партии, второй секретарь Джамбулского обкома партии, председатель КПГК — секретарь Джамбулского сельского обкома партии, председатель КПГК — секретарь Чимкентского обкома партии, председатель Чимкентского областного комитета народного контроля.
Избирался депутатом Верховного Совета Казахской ССР 1-го и 5-го созывов.
Умер в 1992 году.